# 도버의 푸른 꽃
《도버의 푸른 꽃》(영어: The Chalk Garden)는 1964년 제작된 영국과 미국의 합작 드라마 영화로, 로널드 님 감독의 작품이다.
주말의 명화에서는 《백색의 화원》으로, 명화극장에서는 《도버의 푸른 꽃》으로 방영되었다.

## 개요
한 고령의 여성은 문제를 안고 있는 손녀 로럴을 돌볼 가정 교사로 매드리걸 양을 고용한다. 로럴은 예민하고 버릇없는 16세 소녀로, 이미 여섯 명의 가정교사를 몰아낸 전력이 있다. 그녀는 상습적인 거짓말쟁이로, 이전 가정교사가 상어에게 잡아먹혔다는 터무니없는 이야기를 지어내며 새로 온 교사를 위협하곤 한다.
로럴은 매드리걸에게 말한다. “모든 사람은 비밀을 가지고 있고, 나는 결국 그 비밀을 알아내거나 만들어내서 쫓아낸다.” 로럴은 늘상 그랬듯이 매드리걸의 과거를 파헤치려 들며 도발한다.
매드리걸은 사실 말 못할 과거를 지니고 있다. 매드리걸은 감옥에서 출소하자마자 이 일자리를 맡게 되었다. 그녀는 15세 때 의붓자매를 살해한 혐의로 사형을 선고받았으나 미성년자라는 이유로 감형되어 장기간 수감 생활을 하였다.
매드리걸은 로럴의 태도 속에서 과거의 자기 모습을 보게 된다. 그녀는 로럴이 자신의 행동이 초래할 수 있는 결과를 자각하게 하고, 보다 건전한 환경으로 나아갈 수 있도록 돕고자 한다.

## 줄거리
매력적인 30대 여성 매드리걸 양은 세인트몸 부인의 손녀를 돌볼 가정 교사 면접에 지원한다. 16세 소녀 로럴은 불안정하고 응석받이로 자라 여섯 명의 가정 교사를 쫓아낸 전력이 있다. 매드리걸이 다른 지원자와 함께 면접을 기다리던 중 로럴은 과거 가정 교사 중 한 명이 상어에게 잡아먹혔다고 말하고 집에 불을 지르고 싶은 충동을 털어놓는다. 그 말을 들은 다른 지원자는 두려움에 떠나고, 매드리걸만 남는다. 집사 메이틀런드는 그녀에게 “세인트몸 부인은 평범하지 않은 사람을 좋아한다”며, 오히려 자신의 독특함을 강조하라고 조언한다. 면접에서 매드리걸은 추천서를 제시하지 못하지만, 정원 가꾸기에 대한 지식 덕분에 고용된다. 정원이 황폐해진 모습은 로럴의 내면을 상징하며, 세인트몸 부인은 “석회암에서 꽃을 키우는 중”이라고 표현한다.
로럴은 매드리걸에게 비밀을 폭로하거나 지어내겠다고 위협하고, 아무런 근거 없이 메이틀런드가 아내와 딸을 죽였다고 주장하기도 한다. 매드리걸이 상습적인 거짓말을 지적하자 로럴은 한 술 더 떠서 아버지가 눈앞에서 자살했다고 응수한다.
메이틀런드는 로럴의 말이 전부 거짓은 아니며, “극적으로 과장한 진실”이라고 설명한다. 로럴의 아버지는 알코올 의존증으로 사망했고, 성적 피해 주장은 지나가던 남성이 보낸 미소 혹은 윙크 얘기였으며, 메이틀런드는 차를 몰다가 교통 사고를 일으켜 아내와 딸을 잃었다.
매드리걸의 방을 살펴보던 로럴은 옷이 모두 새것이고, 그림 도구에는 ‘CDW’라는 이니셜이 적혀 있고, 가족 사진이 한 장도 없다는 점에서 그녀의 정체에 의심을 품는다. 매드리걸은 메이틀런드와 범죄 실화에 대한 흥미를 나누던 중 법정에서 다루는 진실이 꼭 실제 삶의 본질을 반영하는 것은 아니라고 지적하면서 재판장에 들어가 본 적이 있음을 밝힌다.
로런은 자신과 아버지를 버리고 재혼을 한 어머니 올리비아를 향해 깊은 분노를 품고 있다. 올리비아는 이제 로럴을 데려가려 하지만 세인트몸 부인은 이를 거절한다. 이에 올리비아는 법적 조치를 예고하고 떠난다.
세인트몸 부인은 법적 자문을 구하기 위해 오랜 친구 맥휘리 판사를 초대한다. 판사를 본 매드리걸은 평정심을 잃고, 식사 자리에는 묘한 긴장감이 감돈다. 매드리걸을 알아보지 못한 판사는 대화 도중 로럴에게 유도를 당해 과거 15세 소녀 콘스턴스 도리스 웨이클런드가 의붓자매를 살해한 사건에서 사형을 선고했던 일을 언급한다. 이는 바로 매드리걸 본인의 사건이었으며, 그녀는 방을 떠나며 눈물을 보인다. 이를 지켜본 로럴은 후회와 혼란 속에서 자신의 행동을 돌아본다.
메이틀런드는 매드리걸이 사직을 준비하고 있다는 것을 알게 되고, 그녀를 설득하여 머물도록 한다. 매드리걸은 그 누구도 진실을 믿어주지 않는 가운데 살인을 추궁당했던 자신처럼 로럴이 위험한 길로 빠질까 두렵다고 털어놓는다.
결국 매드리걸은 자신의 정체를 세인트몸 부인에게 고백하고, 로럴이 올리비아에게 돌아가는 것이 바람직하다고 간청한다. 로럴은 매드리걸의 진심을 깨닫고 어머니 올리비아에게 돌아가겠다고 결심한다.
세인트몸 부인은 매드리걸에게 집에 남아 달라고 요청하고, 매드리걸은 이를 받아들인다. 마지막에 세인트몸 부인은 정말로 의붓자매를 죽였냐고 조용히 묻는다. 매드리걸은 미소를 지으며 판사도 배심원도 알지 못한 일을 어찌 자신이 알겠냐고 대답한다. 세인트몸 부인은 죽기 전에는 진실을 알아내겠다고 담담히 말한다.

## 출연진
- 데버라 커 - 매드리걸 양 역
- 헤일리 밀스 - 로럴 역
- 존 밀스 - 메이틀런드 역
- 이디스 에번스 - 세인트몸 부인 역
- 필릭스 에일머 - 맥휘리 판사 역
- 엘리자베스 셀러스 - 올리비아 역